# Plagithmysus funebris
Plagithmysus funebris là một loài bọ cánh cứng trong họ Cerambycidae.